# برونو مارتيني (لاعب كرة يد)
برونو مارتيني (3 يوليو 1970 في فرنسا - ) (بالفرنسية: Bruno Martini)‏ هو لاعب كرة يد فرنسا في مركز حارس مرمى ‏. شارك في الألعاب الأولمبية الصيفية 2000 والألعاب الأولمبية الصيفية 1996. ولعب مع نادي باريس سان جيرمان لكرة اليد ونادي كيل لكرة اليد ونادي نيم غارد.

## وصلات خارجية
- برونو مارتيني على موقع الاتحاد الأوروبي لكرة اليد (الإنجليزية)
- برونو مارتيني على موقع نادي كيل لكرة اليد (الألمانية)
- برونو مارتيني على موقع أوليمبيديا (الإنجليزية)